# Thysanoplusia bipartita
Thysanoplusia bipartita är en fjärilsart som beskrevs av Pieter Cornelius Tobias Snellen 1880. Thysanoplusia bipartita ingår i släktet Thysanoplusia och familjen nattflyn. Inga underarter finns listade i Catalogue of Life.